# ژولیان لوبه
ژولیان لوبه (انگلیسی: Julien Loubet؛ زادهٔ ۱۱ ژانویهٔ ۱۹۸۵) دوچرخه‌سوار اهل فرانسه است.
از باشگاه‌هایی که در آن بازی کرده‌است می‌توان به آژ۲آر لا موندیال، دلکو–مارسی پوونس کی‌تی‌ام، تیم دوچرخه‌سواری فورتونئو–اسکارو، و تیم دوچرخه‌سواری آرمی دو تر اشاره کرد.